# 瀧川好夫
滝川 好夫（たきがわ よしお、1953年7月25日 - ）は、日本の経済学者。神戸大学大学院経済学研究科教授を経て、現関西外国語大学教授。

## 略歴
- 1953年 兵庫県生まれ
- 1978年 神戸大学大学院経済学研究科博士前期課程修了
- 1978年11月 神戸大学経済学部助手
- 1981年11月 神戸大学経済学部講師
- 1984年11月 神戸大学経済学部助教授
- 1993年11月 神戸大学経済学部教授
- 1980-1982年 アメリカ イェール大学大学院 研究員
- 1993-1994年 カナダ ブリティッシュコロンビア大学 客員研究員
- 2015年 経済学博士(神戸大学)
- 2016年4月 関西外国語大学 英語キャリア学部教授